# Arseni Corsellas Serra
Arseni Corsellas Serra (Figueres, 17 de setembre de 1933 – Madrid, 16 de novembre de 2019) va ser un actor i doblador català. Va començar la seva carrera en el doblatge a mitjans dels anys seixanta. Alguns dels actors als quals va posar veu foren Sean Connery, Charlton Heston, Michael Caine, Kirk Douglas, Robert Duvall, Omar Sharif i Jack Nicholson, entre d'altres. Un dels doblatges més famosos en català va ser la veu de J.R. a Dallas.
En els anys cinquanta va començar a treballar a Ràdio Joventut de Barcelona i posteriorment a Radio Nacional de España a Barcelona com a actor del Teatro Invisible sota la direcció de Juan Manuel Soriano. A mitjans dels anys seixanta va orientar la seva carrera professional al doblatge cinematogràfic, en els seus inicis va doblar els actors Richard Burton, Stanley Baker o Humphrey Bogart (al segon doblatge de Casablanca).
El 1983 va ser un dels primers a doblar en català quan Televisió de Catalunya comença les emissions. El personatge de J.R., de la sèrie de televisió Dallas, interpretat per l'actor Larry Hagman, fou un dels que va doblar. Durant els anys seixanta i setanta va ser el director de doblatge de gairebé totes les pel·lícules que es varen doblar als estudis Voz de España a Barcelona.
Ha treballat com a actor a les pel·lícules Lo mejor que le puede pasar a un cruasán de Paco Mir i Amor propio de Mario Camus. El 1986 el varen distingir amb l'Atril d'or de doblatge. Posteriorment, va rebre el premi de l'Associació de Veterans de RNE, i el 2019, el premi Take Daurat.